# Nisida (singolo)
Nisida è un singolo del rapper italiano Capo Plaza, pubblicato il 18 agosto 2016, prodotto dal beatmaker Ava.

## Tracce
1. Nisida – 3:55

## Classifiche
| Classifica (2017) | Posizione massima |
| ----------------- | ----------------- |
| Italia            | 94                |